# João Paulo (football, janvier 1981)
Pour les articles homonymes, voir João Paulo.
João Paulo Daniel, dit João Paulo, est un footballeur brésilien né le 12 janvier 1981 à Araras au Brésil.

## Biographie
Après avoir commencé sa carrière à l'EC Juventude, il se dirige vers l'Europe et le championnat Suisse puis Espagnol avant de revenir en Suisse aux Young Boys Berne où il termine deuxième meilleur buteur de la Super League. En quête d'un buteur, Jean-Pierre Papin, entraîneur de Strasbourg fait venir le joueur sur les bords du Krimmeri en janvier 2007.